# 체코 고슴도치

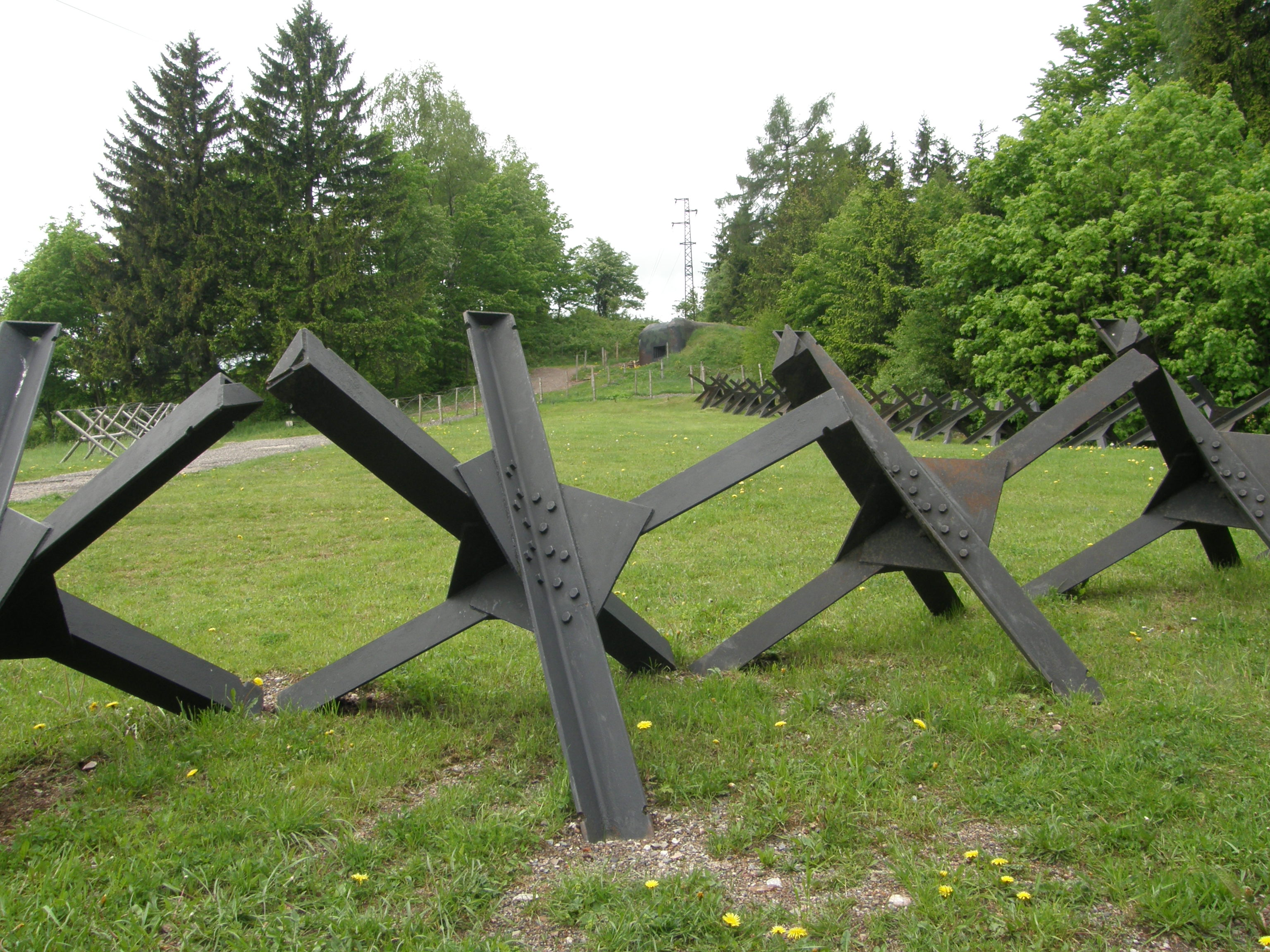
체코 공화국의 스타헬베르크 요새에 배치된 체코 고슴도치

체코 고슴도치(체코어: rozsocháč 또는 ježek)는 금속 형강 또는 I-빔(즉, L자형 또는 I자형 단면을 가진 긴 조각)으로 만들어진 정적인 대전차 장애물 방어 시설이다. 훨씬 큰 규모이기는 하지만 금속 너클본스와 모양이 비슷하다. 고슴도치는 경량에서 중형 전차와 전투 차량이 방어선을 뚫고 들어오는 것을 막는 데 매우 효과적이다. 이는 근처 폭발로 인해 뒤집히더라도 기능을 유지한다. 체코 고슴도치가 공격하는 보병에게 약간의 엄폐를 제공할 수는 있지만, 보병 병력은 일반적으로 기계화보병 부대보다 요새화된 방어 진지에 대해 훨씬 덜 효과적이다. 체코슬로바키아 발명품의 저자는 프란티셰크 카시크 소령이다.

## 역사

### 기원

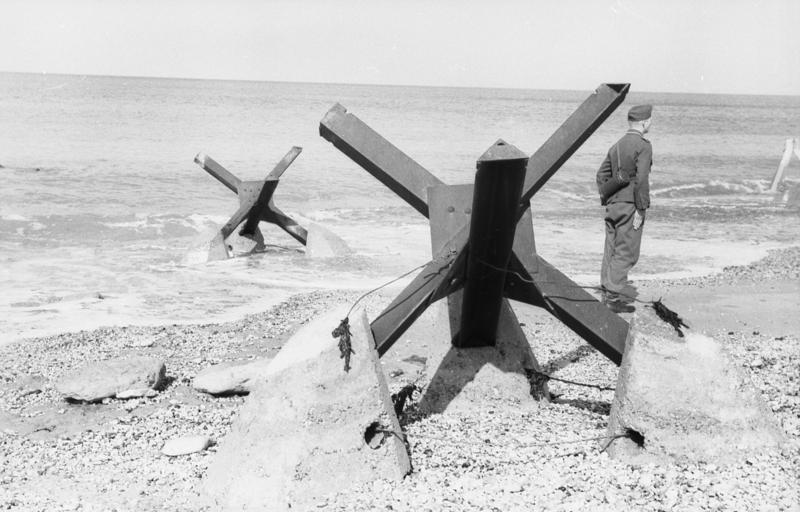
칼레 부근 대서양 방벽에 배치된 체코 고슴도치 예시

체코 고슴도치라는 이름은 체코슬로바키아에서 유래했다. 고슴도치는 원래 체코슬로바키아 국경 요새에서 체코-나치 독일 국경에 사용되었다. 이것은 거대했지만 미완성된 방어시설 시스템으로, 뮌헨 협정의 결과로 주데텐란트가 점령된 후 1938년 독일에 넘겨졌다.
최초의 고슴도치는 철근 콘크리트로 만들어졌으며, 나중에 금속 버전과 유사한 형태를 가졌다. 그러나 콘크리트 고슴도치는 기관총 사격에 크게 손상될 수 있어 테스트에서 비효율적인 것으로 판명되었다. 일단 파편화되면, 그 파편은 금속 고슴도치보다 적 보병에게 더 많은 엄폐를 제공했다. 따라서 1935년에서 1936년 사이에 건설된 체코슬로바키아 방어선의 가장 오래된 부분만이 콘크리트 고슴도치를 갖추고 있었으며, 보통 두 번째 방어선에만 배치되었다.

### 제2차 세계 대전
체코 고슴도치는 제2차 세계 대전 동안 소련에서 대전차 방어에 널리 사용되었다. 이들은 어떤 튼튼한 금속 조각이나 때로는 철도 침목과 같은 나무로도 제작되었다. 체코 고슴도치는 특히 시가전에서 효과적이었는데, 고슴도치 하나로 전체 거리를 막을 수 있었다. 따라서 체코 고슴도치는 소련에서 "모든 것을 걸고 방어"의 상징이 되었다. 그리하여 1966년 M-10 고속도로 옆에 건설된 모스크바 수비대 기념비는 세 개의 거대한 체코 고슴도치로 구성되어 있다.
체코 고슴도치는 독일의 대서양 방벽 방어 시설의 일부였다. 노르망디 상륙 작전 동안, 연합군은 상당수의 온전하고 파괴된 고슴도치를 잘라내어 M4 셔먼 및 M5 스튜어트 전차의 전면에 용접했다. 코뿔소 전차로 알려진 이들은 노르망디 전역의 보카주를 구성하는 울타리를 제거하는 데 매우 유용하다.

### 냉전

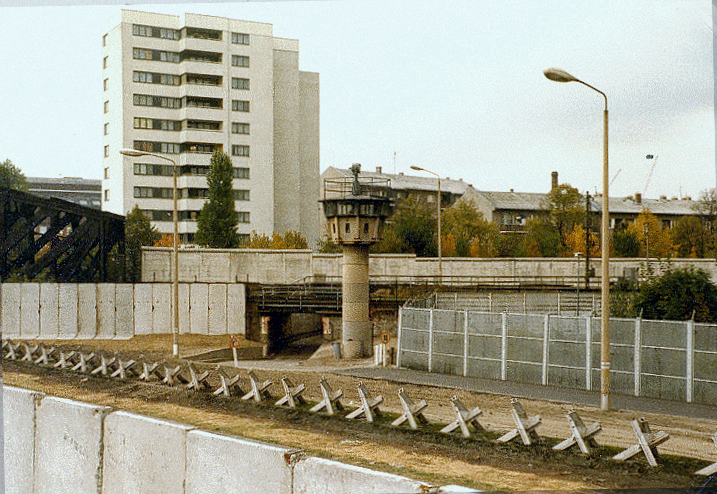
1980년 리젠슈트라세/가르텐슈트라세의 베를린 장벽 근처에서 서베를린 S-반이 동베를린으로 진입하는 지점

체코슬로바키아 인민군이 전후 실시한 시험 결과, 금속 고슴도치는 소련의 ISU-152와 T-54 또는 독일의 5호 전차 판터와 같은 중장갑 차량에 대해 낮은 효율성을 보였다. 돌파 시도 중 최대 40%가 성공했다. 따라서 군은 냉전 기간 동안 설치된 국경 요새를 위해 새로운 대전차 장애물을 개발했다. 그럼에도 불구하고 금속 고슴도치는 여전히 바퀴 달린 차량에 대한 신속한 바리케이드로 사용되었다.

### 러시아-우크라이나 전쟁
2022년 초, 2022년 러시아의 우크라이나 침공 당시, 러시아군을 저지하기 위해 콘크리트 장벽 및 기타 기술과 함께 고슴도치가 사용되었다. 우크라이나 철도는 자체 33개 작업장과 일부 다른 장소에서 수백 개의 고슴도치를 만들기 위해 새 선로를 재활용했다. 철도는 약 1,800개의 고슴도치를 만들기에 충분한 재료가 있다고 추정했다. 오데사, 키이우 및 르비우의 우크라이나 군대도 전략적 위치에 배치할 고슴도치를 만들었다. 키이우에서는 제2차 세계 대전 당시의 고슴도치가 박물관에서 나와 바리케이드에 사용되었다.

## 기술적 세부 사항

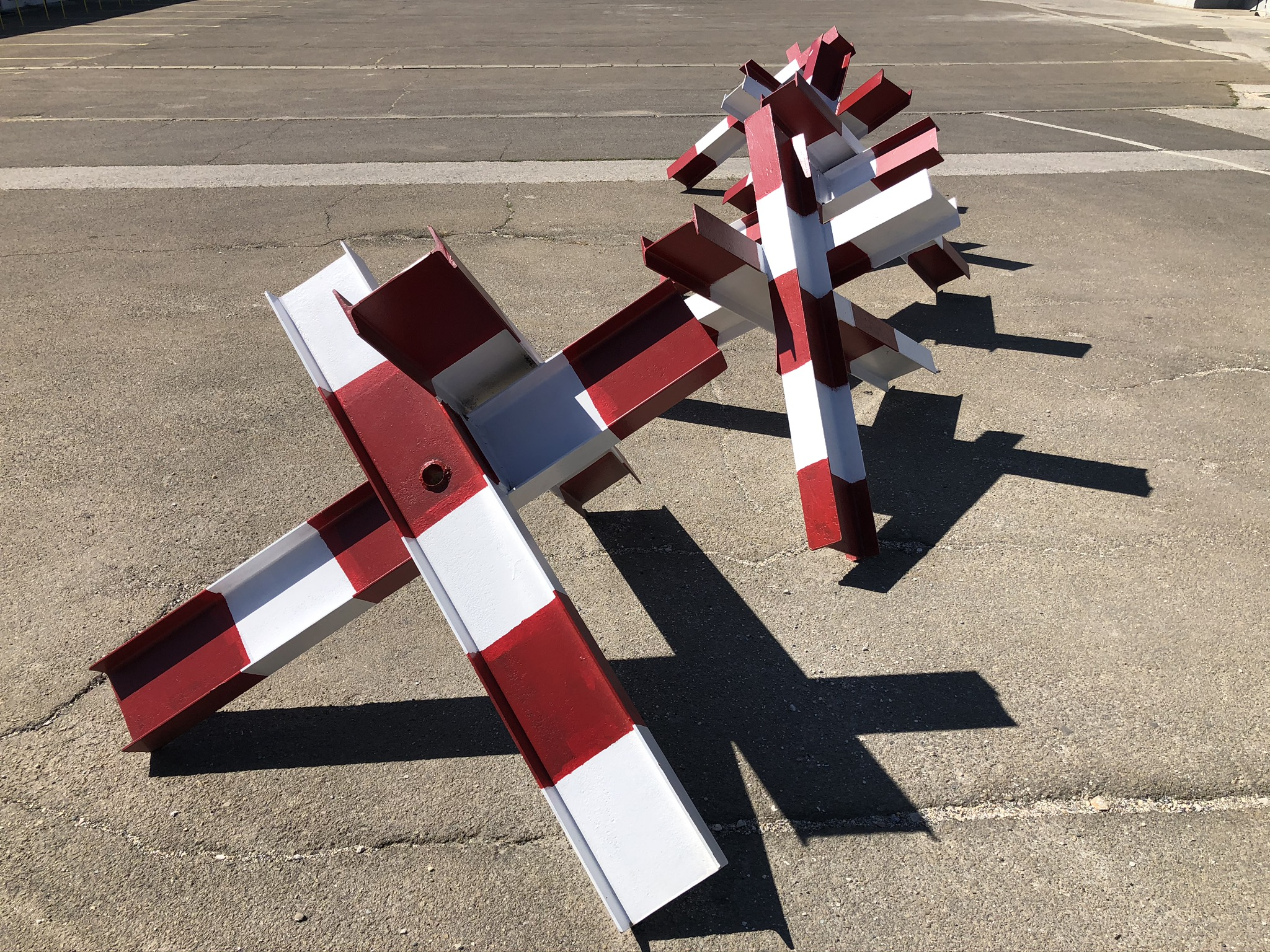
코소보에 있는 MSU 기지의 현대적인 체코 고슴도치.

고슴도치는 큰 폭발에 의해 굴러가도 효과적일 수 있으므로 일반적으로 움직임을 방지하기 위해 고정되지 않는다. 그 효과는 차량이 고슴도치 위로 주행하려고 할 때 아래쪽 막대에 부딪혀 궤도(또는 바퀴)가 지면에서 들려 박히거나 손상될 수 있다는 사실과 결합된 그 크기에 있다.
산업적으로 제조된 체코 고슴도치는 세 개의 금속 각봉(L 140/140/13 mm, 길이 1.8 미터 (6 ft), 무게 198 킬로그램 (440 lb); 이후 버전: 길이 2.1 미터 (7 ft), 무게 240 킬로그램 (530 lb))으로 만들어졌으며, 거싯 플레이트, 리벳 및 볼트로 연결되거나 용접되어 각 막대가 다른 두 막대와 직각을 이루는 특징적인 공간 3암 교차 형태를 이루었다. 이 패턴은 축과 팔면체를 형성한다. 고슴도치의 두 암은 공장에서 연결되었고, 세 번째 암은 현장에서 M20 볼트로 연결되었다. 암에는 땅에 박히는 것을 방지하기 위한 정사각형 "발"과 유자철선을 부착하기 위한 노치가 장착되었다.

## 같이 보기
- 마름쇠
- 거마창, 중세 시대에 기병을 저지하기 위해 많은 긴 철제 또는 나무 스파이크로 덮인 휴대용 프레임.
- 용치
- 마키비시
- 수디스, 고대 로마의 말뚝으로, 유사한 방어시설을 형성하기 위해 묶였을 수 있다.